# Щитоноска шалфейная
Щитоноска шалфейная (Cassida canaliculata) — жук подсемейства щитоносок из семейства листоедов.

## Распространение
Распространён в Центральной Европе на запад до восточной части Франции, в Восточной Европе, на севере Италии, на Кавказе и в западной части Казахстана, также возможно встречается и в Турции.

## Экология и местообитания
Кормовыми растениями являются растения из семейства яснотковых (Lamiaceae): шалфей луговой (Salvia pratensis), шалфей мутовчатый (Salvia verticillata).

## Субвидовые таксоны
- Вариетет: Cassida canaliculata var. graminis Weise, 1893
- Вариетет: Cassida canaliculata var. immutabilis Gemminger & Harold, 1876